# Nossa Senhora do Santíssimo Sacramento e Santos Mártires Canadenses (título cardinalício)
Nossa Senhora do Santíssimo Sacramento e Santos Mártires Canadenses (em latim, Dominae Nostrae a SS.mo Sacramento et Sanctorum Martyrum Canadensium) é um título cardinalício instituído em 5 de fevereiro de 1965 pelo Papa Paulo VI, pela constituição apostólica Consuevit Ecclesia.
O título é dedicado a cardeais canadenses e à igreja titular, Nostra Signora del Santissimo Sacramento e Santi Martiri Canadesi, é afiliada à Congregação do Santíssimo Sacramento.

## Titulares protetores
- Maurice Roy (1965-1985)
- Paul Grégoire (1988-1993)
- Jean-Claude Turcotte (1994-2015)
- Patrick D’Rozario (desde 2016)